# Cieśnina Freemana
Cieśnina Freemana (nor. Freemansundet) – cieśnina w archipelagu Svalbard, oddzielająca Wyspę Barentsa od Wyspy Edge’a. Została nazwana na cześć angielskiego radnego Ralpha Freemana, który odwiedził Svalbard w 1619 roku. Ma około 35 km długości i 6 km szerokości.